# 罗宾·麦凯
罗宾·麦凯（英語：Robin McKie，1950年6月25日—）是一位英国作家和记者，曾任职于《觀察家報》的科学新闻栏目，主笔了许多生命科学相关的新闻报道，2014年关于斑马鱼研究的新闻报道获得了“医学新闻工作者协会奖”，主要作品有《人之书：人类基因组计划透视》（The book of man — The quest to discover our genetic heritage，与沃尔特·博德默尔合著）。

## 生平
罗宾·麦凯毕业于格拉斯哥大学，获得过数学和心理学学位，现居于英格兰伦敦。